# Dominik Tóth
Pour les articles homonymes, voir Tóth.
Dominik Tóth, né le 3 août 1925 à Šurany et mort le 16 mai 2015 à Nitra, est un prélat catholique slovaque.
Ordonné prêtre en 1949, il sert comme curé à Komárno jusqu'en 1952, puis à l'évêché de Trnava.
En 1989, il est nommé vicaire général de l'archidiocèse de Trnava, puis Jean-Paul II le nomme évêque auxiliaire de Trnava en 1990. Il prend sa retraite en 2004 et se retire dans un monastère de Nitra.